# Менкінкі
Менкінкі (пол. Miękinki) — село в Польщі, у гміні Ілув Сохачевського повіту Мазовецького воєводства.
Населення — 91 особа (2011).
У 1975-1998 роках село належало до Плоцького воєводства.

## Демографія
Демографічна структура станом на 31 березня 2011 року:
|          | Загалом | Допрацездатний вік | Працездатний вік | Постпрацездатний вік |
| -------- | ------- | ------------------ | ---------------- | -------------------- |
| Чоловіки | 42      | 9                  | 29               | 4                    |
| Жінки    | 49      | 13                 | 26               | 10                   |
| Разом    | 91      | 22                 | 55               | 14                   |